# Foot Ball Club Torino 1911-1912
Questa voce raccoglie le informazioni riguardanti il Foot Ball Club Torino nelle competizioni ufficiali della stagione 1911-1912.

## Rosa
| N. |                     | Ruolo | Calciatore              |
| -- | ------------------- | ----- | ----------------------- |
|    | Italia (bandiera)   |       | Augusto Arioni I        |
|    | Italia (bandiera)   |       | Egidio Arioni II        |
|    | Svizzera (bandiera) |       | Enrico Bachmann I       |
|    | Svizzera (bandiera) |       | Adolfo Bachmann II      |
|    | Svizzera (bandiera) |       | Friedrich Bollinger (c) |
|    | Italia (bandiera)   |       | Felice Brunetti         |
|    | Italia (bandiera)   |       | Domenico Capello        |
|    | Italia (bandiera)   |       | Giovanni Capra I        |
|    | Italia (bandiera)   |       | Carlo Capra II          |
|    | Italia (bandiera)   |       | Enrico Debernardi I     |
|    | Italia (bandiera)   |       | Guido Debernardi II     |
|    | Italia (bandiera)   |       | Carlo De Marchi         |

| N. |                        | Ruolo | Calciatore                 |
| -- | ---------------------- | ----- | -------------------------- |
|    | Italia (bandiera)      |       | Dorando                    |
|    | Italia (bandiera)      |       | Ettore Ghiglione           |
|    | Svizzera (bandiera)    |       | Hitzler                    |
|    | Italia (bandiera)      | P     | Giuseppe Morando I         |
|    | Italia (bandiera)      |       | Vittorio Morelli di Popolo |
|    | Italia (bandiera)      |       | Moretti                    |
|    | Svizzera (bandiera)    |       | Heinrich Müller            |
|    | Inghilterra (bandiera) |       | Arthur Rodgers             |
|    | Svizzera (bandiera)    |       | Alfred Rubli               |
|    | Italia (bandiera)      |       | Enrico Ruffa               |
|    | Italia (bandiera)      |       | Succio Enrico              |

## Risultati

### Prima Categoria

#### Girone ligure-lombardo-piemontese

##### Girone di andata
| Arbitro: | Calì (Genova) |

|                      |           |      |
| Capra II Bachmann II | Marcatori | Bona |

| Arbitro: | Magni (Milano) |

|           |           |             |
| Bontadini | Marcatori | Bachmann II |

| Arbitro: | Armano (Torino) |

|            |           |  |
| Rodgers 4’ | Marcatori |  |

| Arbitro: | Scamoni (Torino) |

|          |           |                       |
| Moschino | Marcatori | Debernardi II Rodgers |

| Arbitro: | G.Gama (Milano) |

|                 |           |                    |
| Crocco II Comte | Marcatori | Bachmann II Müller |

| Arbitro: | Meazza (Milano) |

|                 |           |  |
| Müller Arioni I | Marcatori |  |

| Arbitro: | G.Gama (Milano) |

|                                  |           |                    |
| Cevenini I 13’, 28’ Van Hege 60’ | Marcatori | 72’ (rig.) Capello |

| Arbitro: | Malvano (Torino) |

|                    |           |                                                    |
| Capello 59’ (rig.) | Marcatori | 2’ 13’ Rampini I 55’ ? 74’ Ferraro I 85’ Milano II |

| Arbitro: | Scamoni (Torino) |

|  |           |             |
|  | Marcatori | Bachmann II |

##### Girone di ritorno
| Arbitro: | G.Gama (Milano) |

|         |           |         |
| Reynert | Marcatori | Dorando |

| Arbitro: | Ferraris (Torino) |

|                                         |           |          |
| Morelli di Popolo 22’ Debernardi II 74’ | Marcatori | 69’ Aebi |

| Arbitro: | Scamoni (Torino) |

|                           |           |                              |
| Sarasso 18’ Barbesino 56’ | Marcatori | 20’ (rig.), 48’ (rig.) Rubli |

| Arbitro: | Malvano (Torino) |

|                                      |           |  |
| Rubli .’ (rig.) Bachmann II Arioni I | Marcatori |  |

| Arbitro: | Valvassori (Torino) |

|       |           |                             |
| Rubli | Marcatori | .’ (rig.), .’ (rig.) Murphy |

| Arbitro: | Meazza (Milano) |

|           |           |                                                         |
| Rubli 55’ | Marcatori | 10’, 88’, 27’, 23’, 20’ Cevenini I 75’ (rig.) De Vecchi |

| Arbitro: | Meazza (Milano) |

|               |           |  |
| Rampini I 15’ | Marcatori |  |

| Arbitro: | Scamoni (Torino) |

|                   |           |                          |
| Ruffa Bachmann II | Marcatori | .’ (rig.) Tonini Carrara |

| Arbitro: | Goodley (Torino) |

|                                      |           |             |
| Morelli di Popolo .’ (aut.) E. Sardi | Marcatori | Bachmann II |

## Statistiche

### Statistiche di squadra
| Competizione    | Punti | In casa | In casa | In casa | In casa | In casa | In casa | In trasferta | In trasferta | In trasferta | In trasferta | In trasferta | In trasferta | Totale | Totale | Totale | Totale | Totale | Totale | DR |
| Competizione    | Punti | G       | V       | N       | P       | Gf      | Gs      | G            | V            | N            | P            | Gf           | Gs           | G      | V      | N      | P      | Gf     | Gs     | DR |
| --------------- | ----- | ------- | ------- | ------- | ------- | ------- | ------- | ------------ | ------------ | ------------ | ------------ | ------------ | ------------ | ------ | ------ | ------ | ------ | ------ | ------ | -- |
| Prima Categoria | 21    | 9       | 6       | 1       | 2       | 20      | 17      | 9            | 2            | 4            | 3            | 11           | 14           | 18     | 8      | 5      | 5      | 31     | 31     | 0  |

### Statistiche dei giocatori
| Giocatore         | Prima Categoria | Prima Categoria |
| Giocatore         | Presenze        | Reti            |
| ----------------- | --------------- | --------------- |
| A. Arioni I       | 15              | 2               |
| E. Arioni II      | 2               | 0               |
| E. Bachmann I     | 14              | 0               |
| A. Bachmann II    | 16              | 9               |
| F. Bollinger      | 11              | 0               |
| F. Brunetti       | 4               | 0               |
| D. Capello        | 13              | 2               |
| G. Capra I        | 5               | 0               |
| C. Capra II       | 3               | 1               |
| E. Debernardi I   | 8               | 0               |
| G. Debernardi II  | 14              | 2               |
| De Marchi         | 16              | 0               |
| Dorando           | 1               | 1               |
| E. Ghiglione      | 2               | 0               |
| Hitzler           | 5               | 0               |
| G. Morando I      | 18              | -31             |
| Morelli di Popolo | 18              | 1               |
| Moretti           | 1               | 0               |
| H. Müller         | 13              | 2               |
| A. Rodgers        | 5               | 2               |
| A. Rubli          | 7               | 6               |
| E. Ruffa          | 6               | 3               |
| Succio            | 1               | 0               |